# Suk
Suk (u novijoj literaturi Pökoot, Pökot), nilotsko pleme iz skupine Kalenjin-govornika porijeklom iz južne Etiopije, odakle su prije nekih 2000 godina došli u Keniju. Suki su podijeljeni na dvije lokalne skupine kojima se podijela temelji na njihovoj ekonomiji, to su agrikulturni  'ljudi-kukuruza'  ili  'corn people'  i stočari  'kravlji narod'  (= 'cow people' ). Stočari se bave uzgojem stada goveda, ovaca i koza, a stoka je kod njih njih mjerilo bogatstva. Meso goveda rijetko se jede jer im ove životinje, žive vrijede puno više.
Položaj žena unutar društva-Suk je nizak, bez autoriteta i prava glasa. 
Većina Suka pripada svojoj tradicionalnoj religiji a ima i nešto kršćana. Smrt po njihovom vjerovanju predstavlja kraj života, a u život poslije smrti ne vjeruju.
Populacija Suka iznosi 264,000 u Keniji (1994 I. Larsen BTL) u provinciji Rift Valley i nešto u Ugandi kod Kupsabinyja.

## Vanjske poveznice
- Pokot
- Pokot
- Pökoot